# Gehnäll Persson
Gehnäll Persson, född 21 augusti 1910 i Steneby, död 16 juli 1976 i Köping, var en svensk dressyrryttare. Gehnäll Persson segrade, tillsammans med Henri Saint Cyr och G-A Boltenstern, i lagtävlingen vid OS 1948 i London och erhöll guldmedaljerna vid prisutdelningen. Vid FEI:s (Internationella ridsportförbundets) kongress 1949 återkallades medaljerna efter en protest från det franska laget eftersom Persson, som var remontryttare med fanjunkares grad vid K 4 i Umeå, endast under spelen varit tillfälligt konstituerad som fänrik. Enligt då gällande regler krävdes att man för att få delta i tävlingarna vid OS skulle vara "gentleman" eller officer, vilka räknades som amatörer, till skillnad från underofficerare som räknades som professionella. Sistnämnda eftersom det var deras huvudsakliga arbetssyssla att mot lön utgöra beridare och manskapsutbildare på heltid vid kavalleriregementena. Dessa regler ändrades till OS 1952 i Helsingfors.
Gehnäll Persson blev olympisk guldmedaljör i Helsingfors 1952 och i Stockholm 1956.